# Trynidad i Tobago na igrzyskach Wspólnoty Narodów
Trynidad i Tobago zadebiutowały na igrzyskach Wspólnoty Narodów w 1934 roku na igrzyskach w Londynie i od tamtej pory reprezentacja wystartowała na wszystkich igrzyskach, oprócz zawodów w 1950 i 1986 roku. Najwięcej złotych medali (5) oraz najwięcej medali w ogóle (9) reprezentacja wywalczyła na igrzyskach w Kingston w 1966 roku.

## Klasyfikacja medalowa
| Igrzyska          | Złoto | Srebro | Brąz | Razem |
| ----------------- | ----- | ------ | ---- | ----- |
| 1934 Londyn       | 0     | 0      | 0    | 0     |
| 1938 Sydney       | 0     | 0      | 0    | 0     |
| 1954 Vancouver    | 2     | 2      | 0    | 4     |
| 1958 Cardiff      | 0     | 0      | 1    | 1     |
| 1962 Perth        | 0     | 0      | 2    | 2     |
| 1966 Kingston     | 5     | 2      | 2    | 9     |
| 1970 Edynburg     | 0     | 4      | 3    | 7     |
| 1974 Christchurch | 0     | 1      | 1    | 2     |
| 1978 Edmonton     | 0     | 2      | 2    | 4     |
| 1982 Brisbane     | 0     | 0      | 0    | 0     |
| 1990 Auckland     | 0     | 0      | 0    | 0     |
| 1994 Victoria     | 0     | 0      | 2    | 2     |
| 1998 Kuala Lumpur | 1     | 1      | 1    | 3     |
| 2002 Manchester   | 0     | 1      | 0    | 1     |
| 2006 Melbourne    | 0     | 0      | 3    | 3     |
| 2010 Nowe Delhi   | 0     | 4      | 2    | 6     |
| Razem             | 8     | 17     | 19   | 44    |

### Według dyscyplin
| Dyscyplina        | Złoto | Srebro | Brąz | Razem |
| ----------------- | ----- | ------ | ---- | ----- |
| Lekkoatletyka     | 4     | 10     | 8    | 22    |
| Podnoszenie cięż. | 2     | 3      | 4    | 9     |
| Kolarstwo torowe  | 2     | 1      | 3    | 6     |
| Boks              | -     | 2      | 1    | 3     |
| Strzelectwo       | -     | 1      | 3    | 4     |
| Razem             | 8     | 17     | 19   | 44    |